# Сааткамп, Лукас
Лукас Сааткамп (порт.-браз. Lucas Saatkamp), известный как Лукас (порт.-браз. Lucas) или Лукан (порт.-браз. Lucão, родился 6 марта 1986 в Колинасе, штат Риу-Гранди-ду-Сул, Бразилия) — бразильский волейболист, играющий на позиции центрального блокирующего в составе клуба «Сада Крузейро». Чемпион мира 2010 года, вице-чемпион Олимпийских игр 2012 года, олимпийский чемпион 2016 года.

## Достижения

### Симед Флориапнополис
- Бразильская Суперлига
  - Чемпион: 2007–08, 2008–09

### RJX
- Бразильская Суперлига
  - Чемпион: 2012-13

### В сборной
- Юниорский чемпионат мира
  - Серебряный призёр: 2005
- Кубок Америки
  - Серебряный призёр: 2007, 2008
- Всемирный Кубок чемпионов
  - Победитель: 2009
- Панамериканские игры
  - Чемпион: 2007
- Мировая лига
  - Победитель: 2009, 2010
- Чемпионат мира
  - Чемпион: 2010
  - Серебряный призёр: 2018

### Личные
- Лучший принимающий Кубка Америки: 2007
- Лучший блокирующий чемпионата Бразилии: 2007/2008